# おおいぬ座
おおいぬ座（おおいぬざ、大犬座、Canis Major）は、トレミーの48星座の1つ。日本では冬の南の空にやや低く見られる星座である。
α星は、全天21の1等星の中で最も明るく、シリウスと呼ばれる。シリウスと、こいぬ座のα星プロキオン、オリオン座のα星ベテルギウスの3つの1等星で、冬の大三角を形成する。

## 主な天体

### 恒星
1等星のα星（シリウス）以外に、β星、δ星、ε星、η星の4つの2等星がある。
以下の恒星には、国際天文学連合によって正式な固有名が定められている。
- α星：シリウス (Sirius) は、おおいぬ座で最も明るい恒星で、全天21の1等星の1つで、地球から見える太陽の次に明るい恒星である[7]。この星は、太陽から非常に近い恒星の1つである[7]。シリウスはギリシャ語で「光り輝く者」や、「焼き焦がす者」を意味するセイリオスに由来している。
- β星：ミルザム (Mirzam) 2等星。
- γ星：ムリフェイン (Muliphein)
- δ星：ウェズン (Wezen) 2等星。
- ε星：アダラ (Adhara) 視等級が1.50等と、2等星の中で最も明るい[5]。
- ζ星：フルド (Furud)
- η星：アルドラ (Aludra) 2等星。
- σ星：アボリジニの言葉に由来するUnurguniteという固有名を持つ。
- HD 43197：国際天文学連合の100周年記念行事「IAU100 NameExoworlds」でナイジェリアに命名権が与えられ、主星はAmadioha、太陽系外惑星はEquianoと命名された[8]。
- WASP-64：国際天文学連合の100周年記念行事「IAU100 NameExoworlds」でトーゴに命名権が与えられ、主星はAtakoraka、太陽系外惑星はAgoutoと命名された[8]。

その他、以下の恒星が知られている。
- ο2星：はくちょう座α型変光星の3等星。既知の恒星で，最も光度が大きなものの1つ。
- VY星：LC型の脈動変光星として知られている。
- h3945：美しい二重星として知られている[9]。

### 星団・星雲・銀河
この星座には明るい星団・星雲はあまりない。
- M41（NGC 2287）：散開星団。おおいぬ座で唯一の明るい星団。視等級4.6で、シリウスの南4°の位置にある。
- NGC 2360：散開星団。γ星の南3°の位置にある。
- NGC 2362：散開星団。τ星の位置にある。
- おおいぬ座矮小銀河

## 由来と歴史
プトレマイオスは、この星座の周りの11個の星を「星座を形作らない星」として挙げていた。現在、そのうちの9個ははと座、1個はいっかくじゅう座、残る1個はおおいぬ座の星となっている。

## 神話

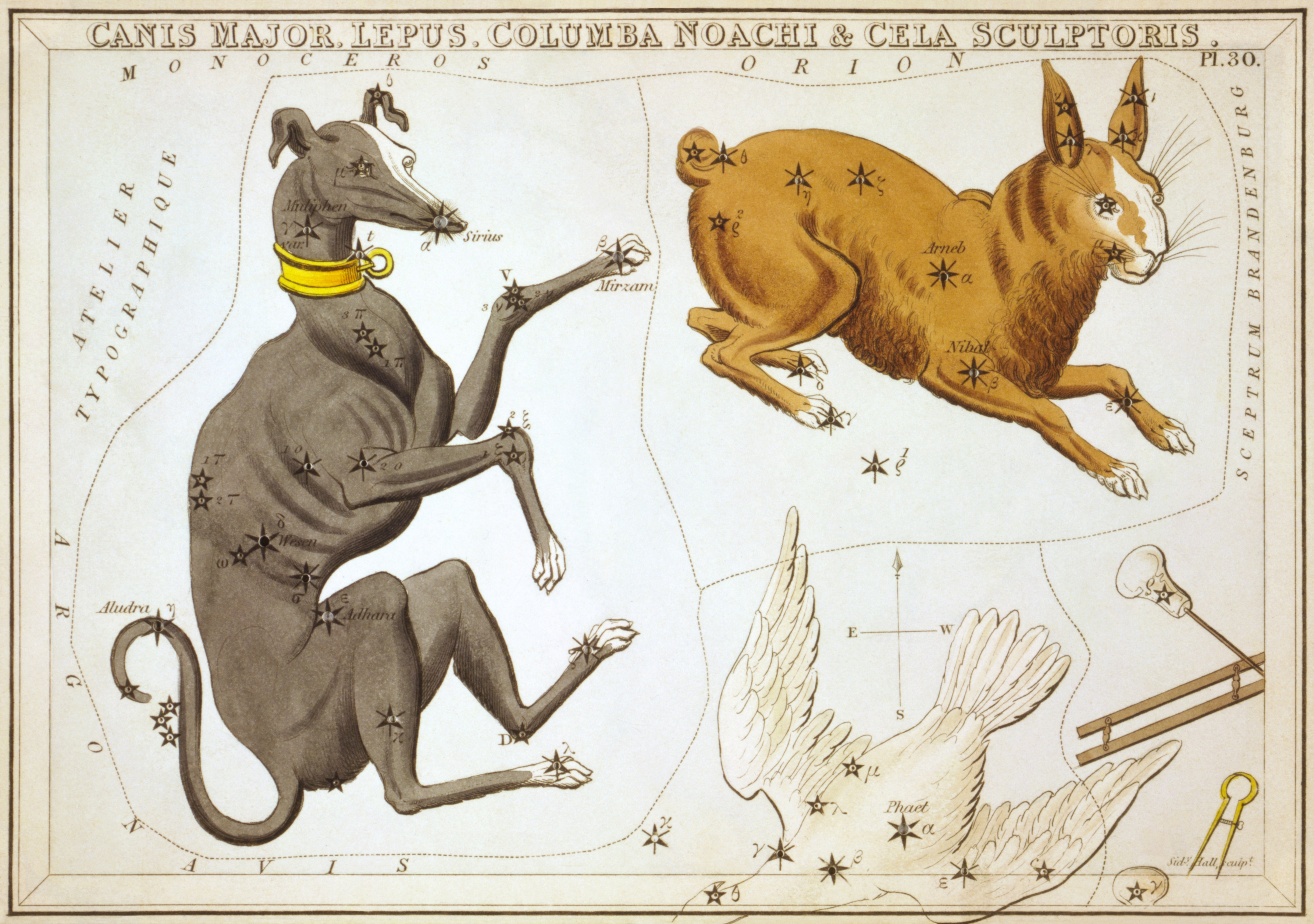
『ウラニアの鏡』に描かれたおおいぬ座（左）

偽エラトステネスやヒュギーヌスは神犬ライラプスに結び付けている。ライラプスは、もともとヘーパイストスがゼウスのために作った、必ず獲物を捕まえる力を持つ犬であった。その飼い主は転々とし、アテナイのケパロス (Cephalus) のものとなった。アムピトリュオーンはテーバイを苦しめるテウメーッソスの狐を退治するためにライラプスを持つケパロスを頼った。この牝の狐は誰にも捕まらないという運命にあったため、牝狐は逃げきることができず、ライラプスも牝狐を捕まえることができず、延々と追いかけ続けた。これを見たゼウスは、両者を石に変え、ライラプスは空に上げておおいぬ座とした。
また、オーリーオーンの猟犬という見方もされる。アラトス、ホメロス、ヘシオドスは、オーリーオーンの足元でこの犬がウサギ（うさぎ座）を追いかけているとしている。

## 呼称と方言
日本には、おおいぬ座に関係するアステリズムおよび主星シリウスの方言がいくつか存在する。